# Ivars d'Urgell
Ivars d'Urgell è un comune spagnolo di 1 711 abitanti situato nella comunità autonoma della Catalogna.